# James Henry Beard
Pour les articles homonymes, voir Beard.
James Henry Beard, né le 20 mai 1812 à Buffalo dans l'état de New York et mort le 4 avril 1893 dans le quartier de Flushing dans la ville de New York, est un peintre portraitiste et de genre américain, autodidacte. Il a pour frère le peintre William Holbrook Beard et pour fils l'illustrateur et écrivain Daniel Carter Beard (en).

## Biographie
James Henry Beard naît à Buffalo en 1812. Ses parents s'installèrent à Painesville (Ohio) alors qu'il était âgé de onze ans. C'est dans cette ville que naquit son frère William Holbrook Beard (1824-1900), qui deviendra lui aussi un artiste renommé et à qui il donnera sa première formation artistique.
Il est connu pour ses portraits d'enfants souvent accompagnés d'animaux. Il réalisa également des toiles satirico-anthropomorphiques d'animaux ainsi que des compositions humoristiques. Il s'installa à Cincinnati en Ohio de 1834 à 1870 puis à New York.
Ces œuvres sont notamment exposées au musée d'art de Cincinnati,
et au musée des beaux-arts de Boston. Il était membre de l'Académie américaine des beaux-arts, ou il est élu en 1872. Il est mort à Flushing dans le quartier du Queens à New York.

## Œuvres

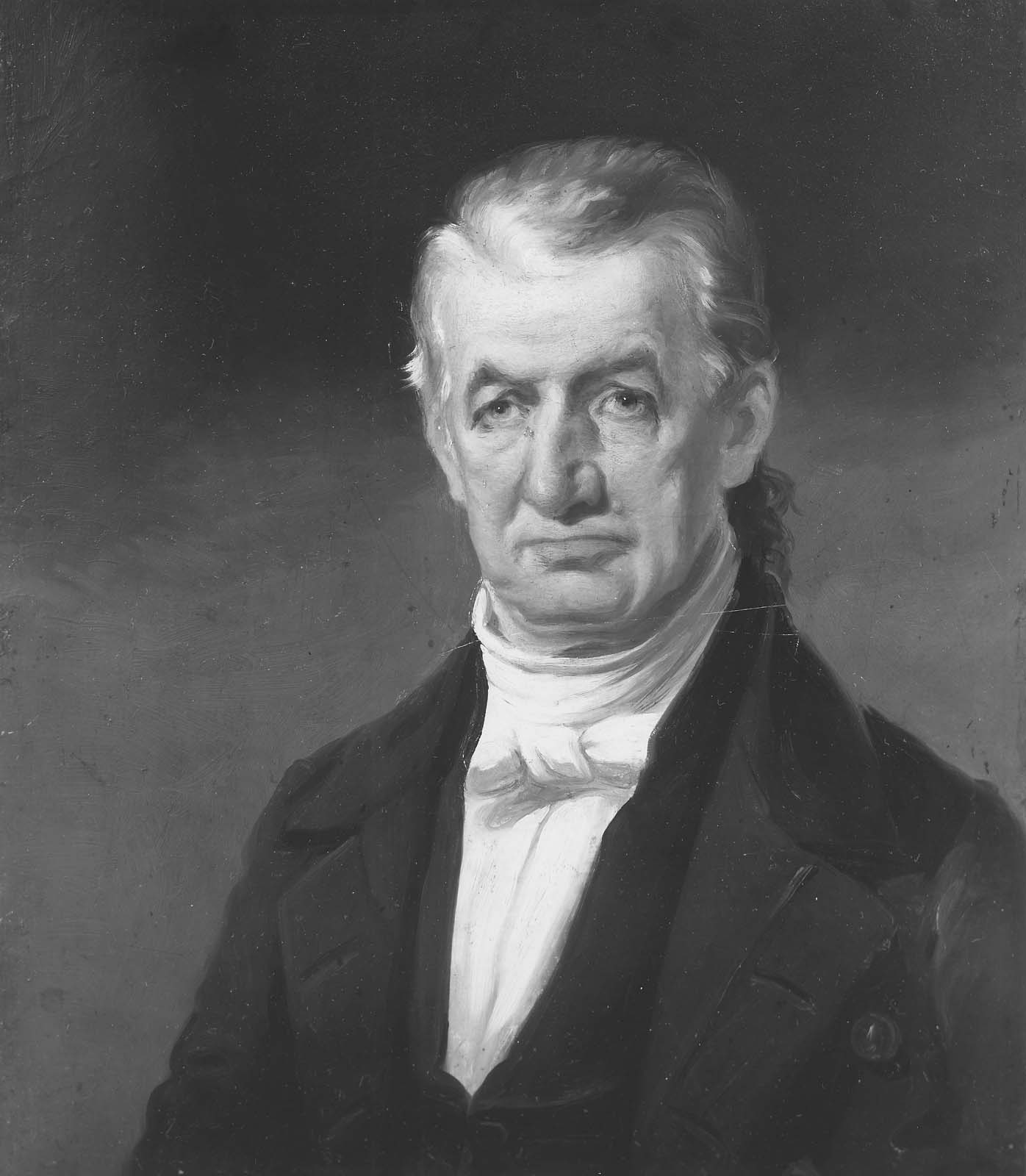
Portrait de Lyman Beecher, sans date, Musée des Beaux-Arts de Boston
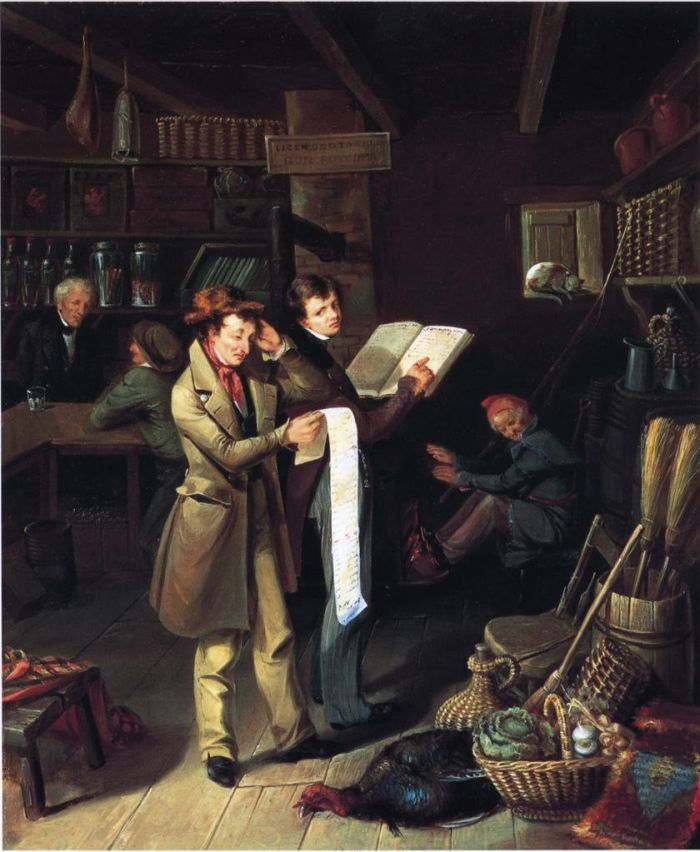
The Long Bill', 1840, Cincinnati Art Museum
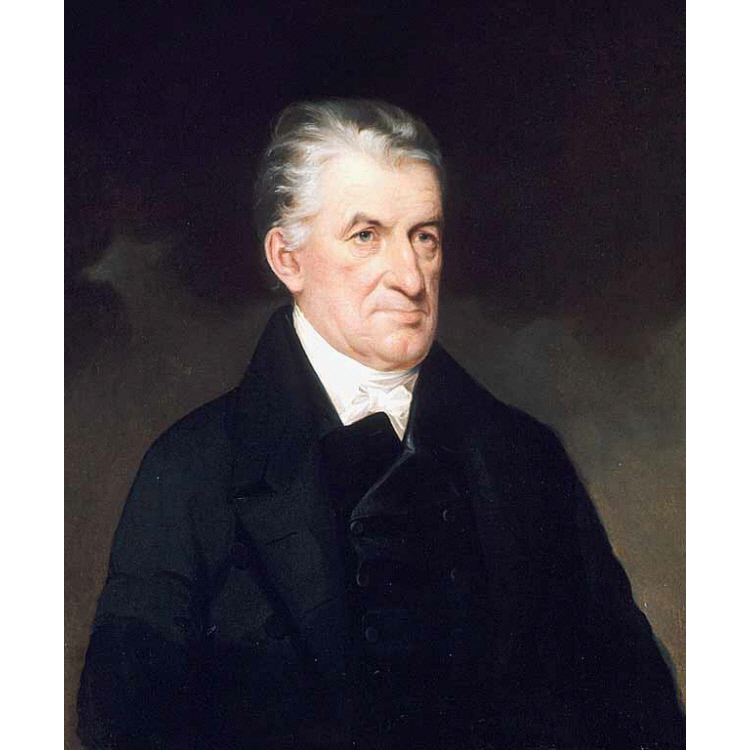
Portrait de Lyman Beecher, 1842, National Portrait Gallery
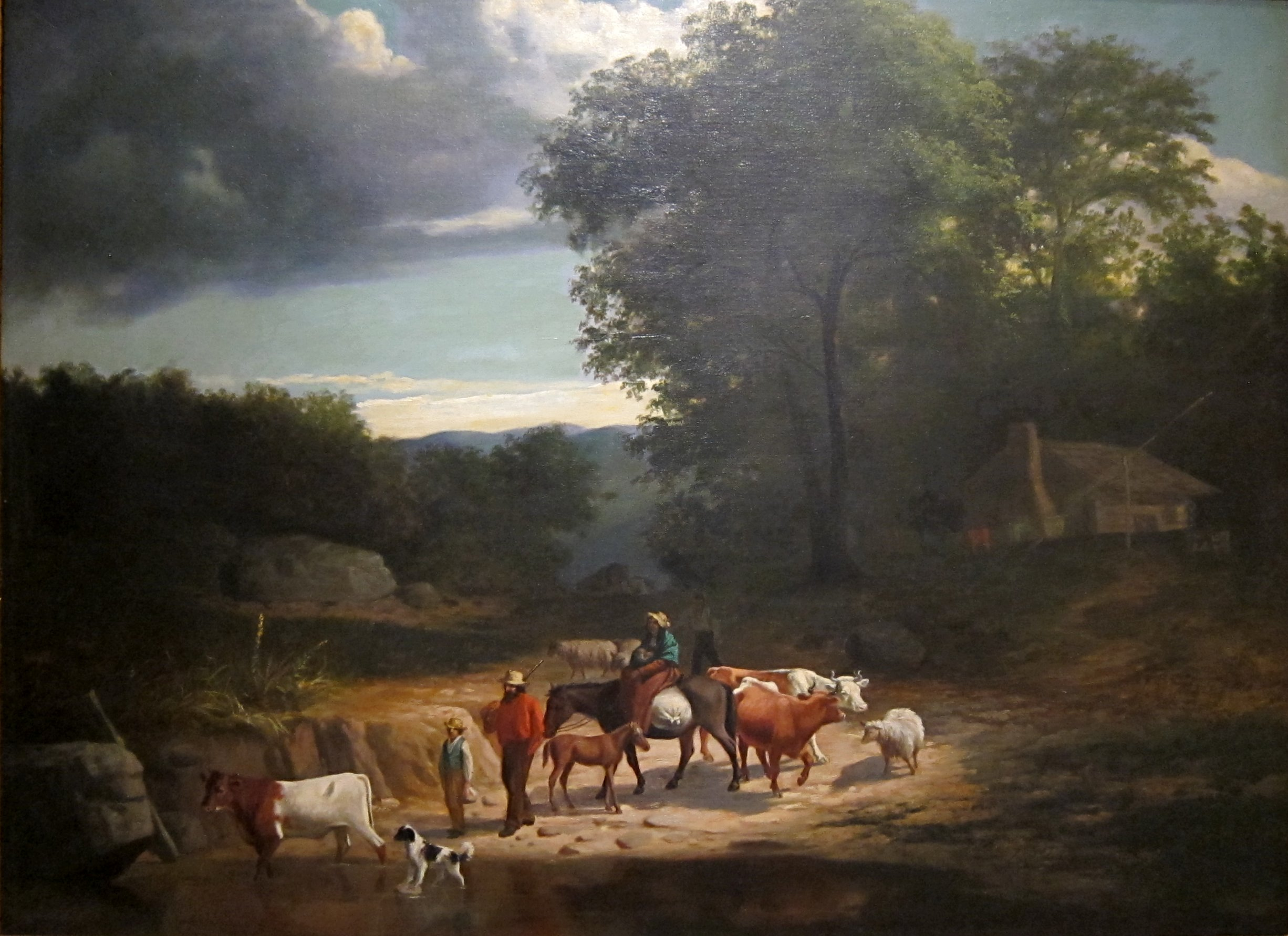
Moving Further Westward, vers 1840, Cincinnati Art Museum
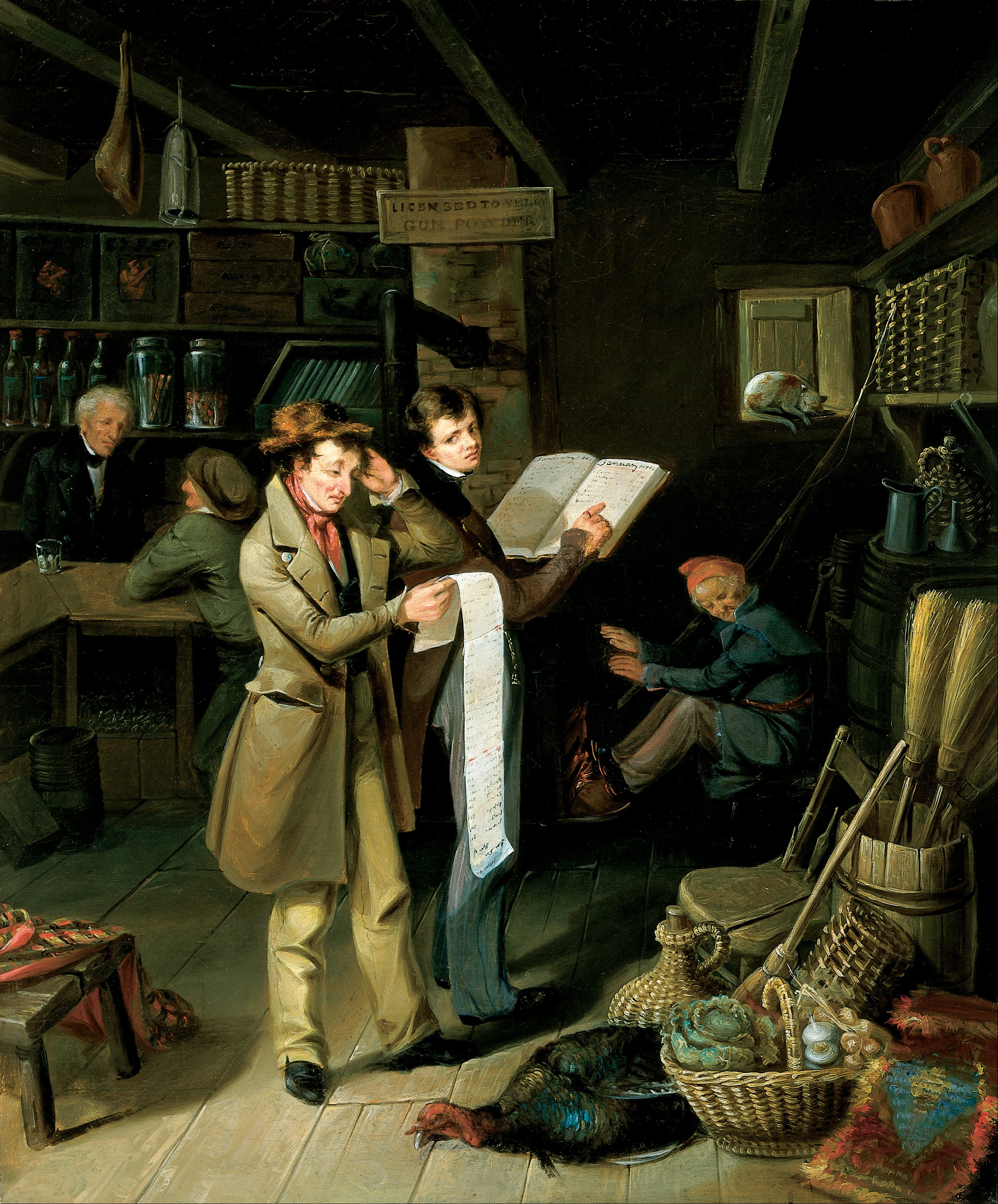
North Carolina Emigrants: Poor White Folks, 1845, Cincinnati Art Museum
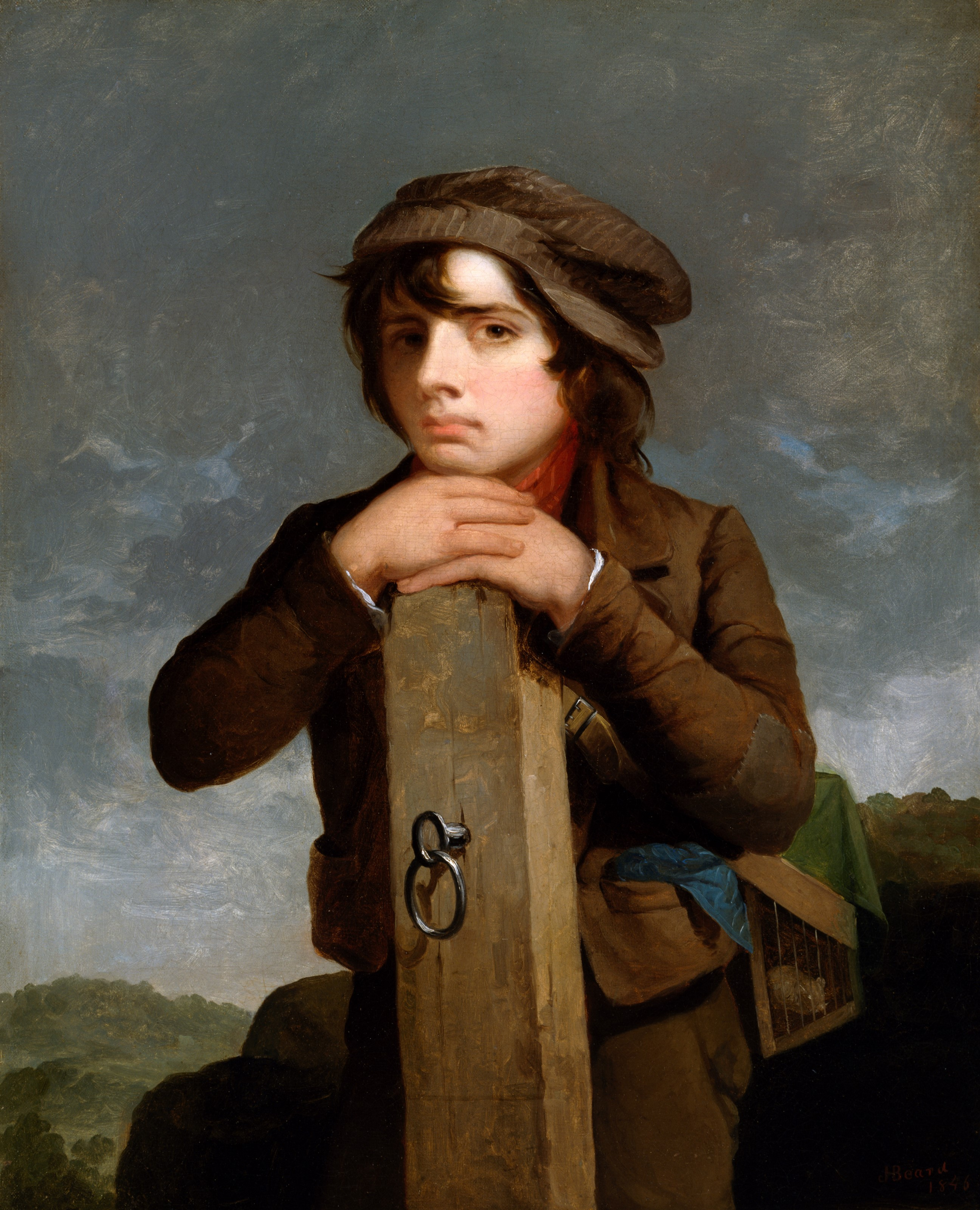
The Young Itinerant, 1846, Musée des Beaux-Arts de Houston
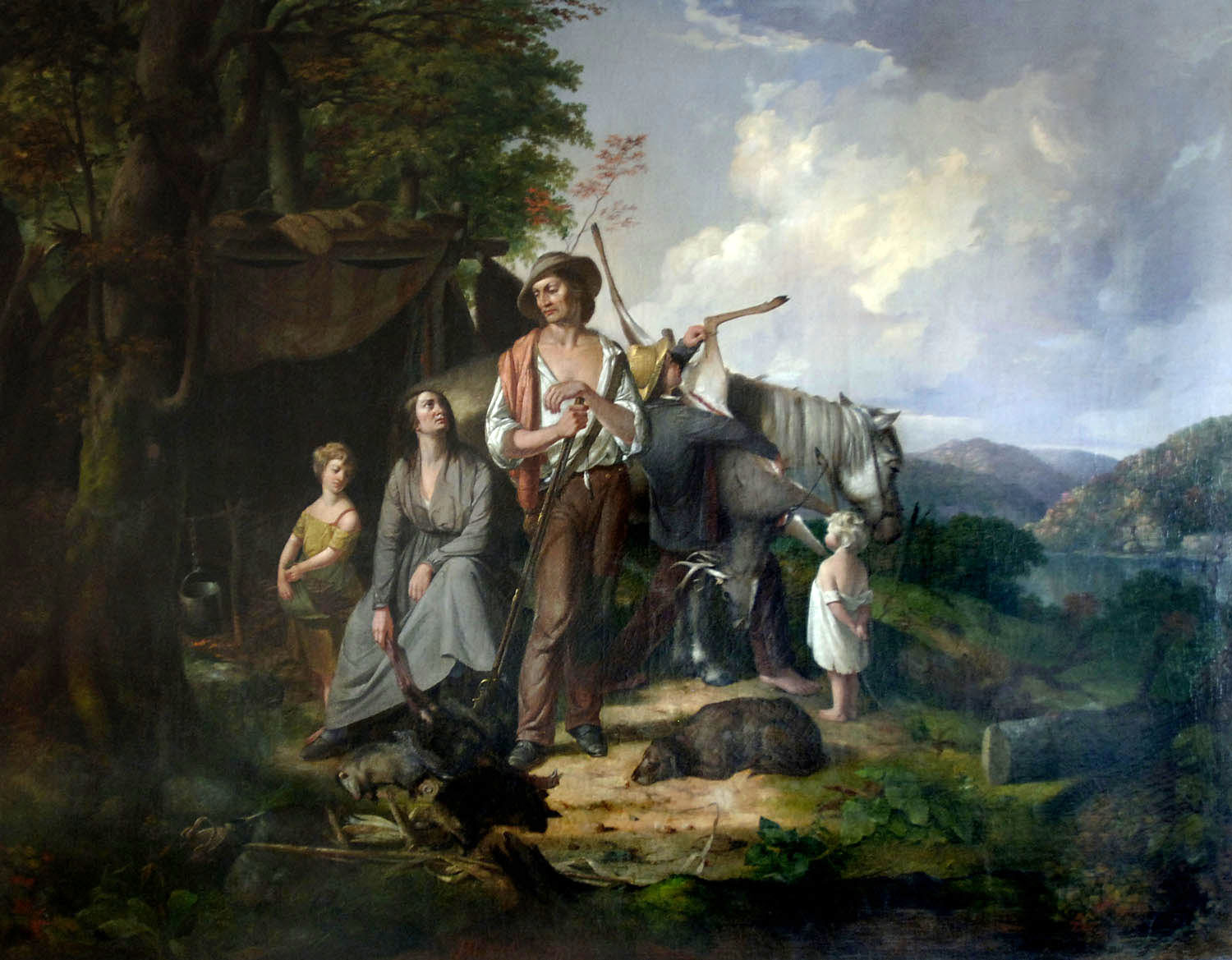
Westward Ho!, 1850, Université DePauw
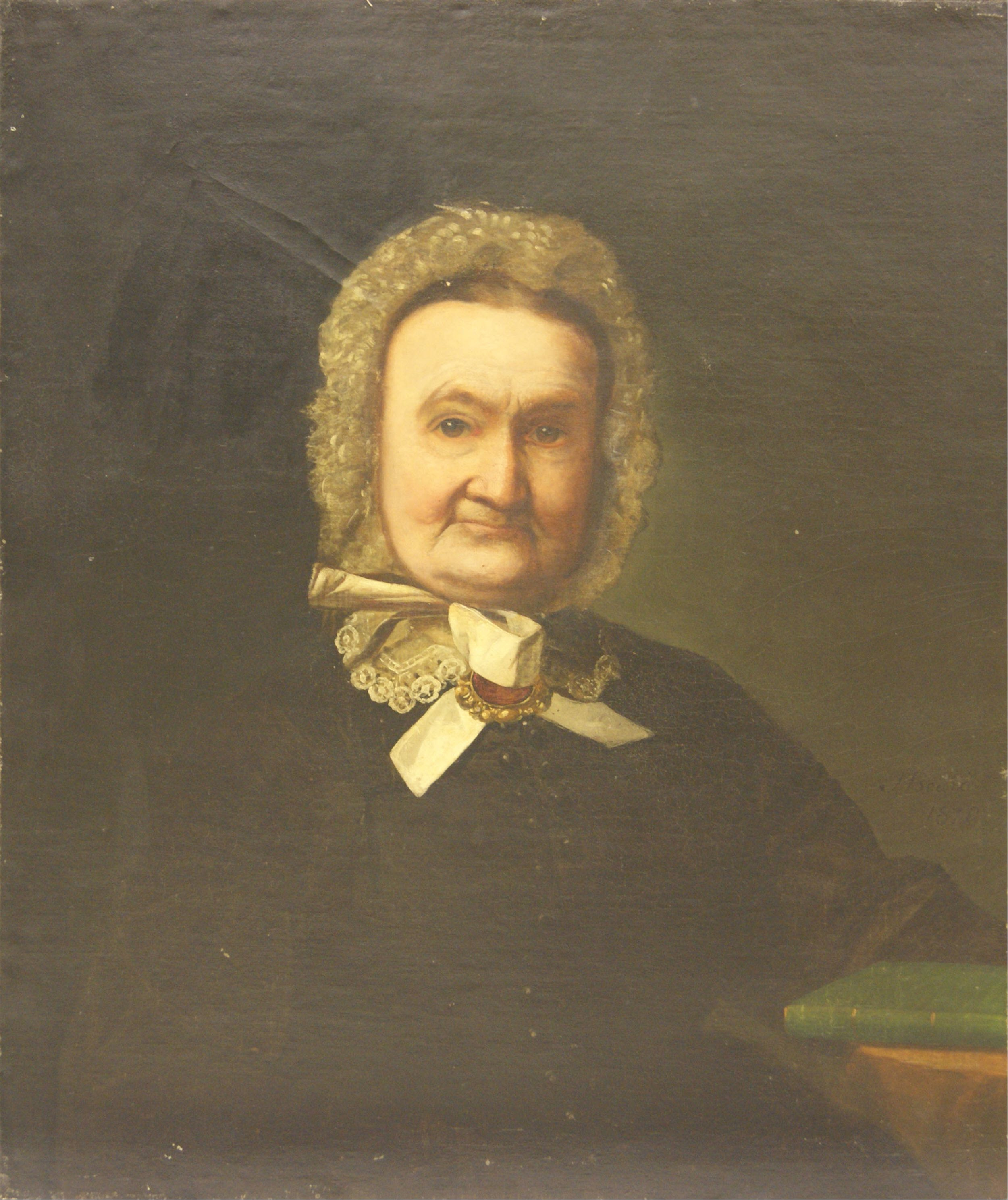
Portrait de Martha Gibson, 1870, Cincinnati Museum Center at Union Terminal
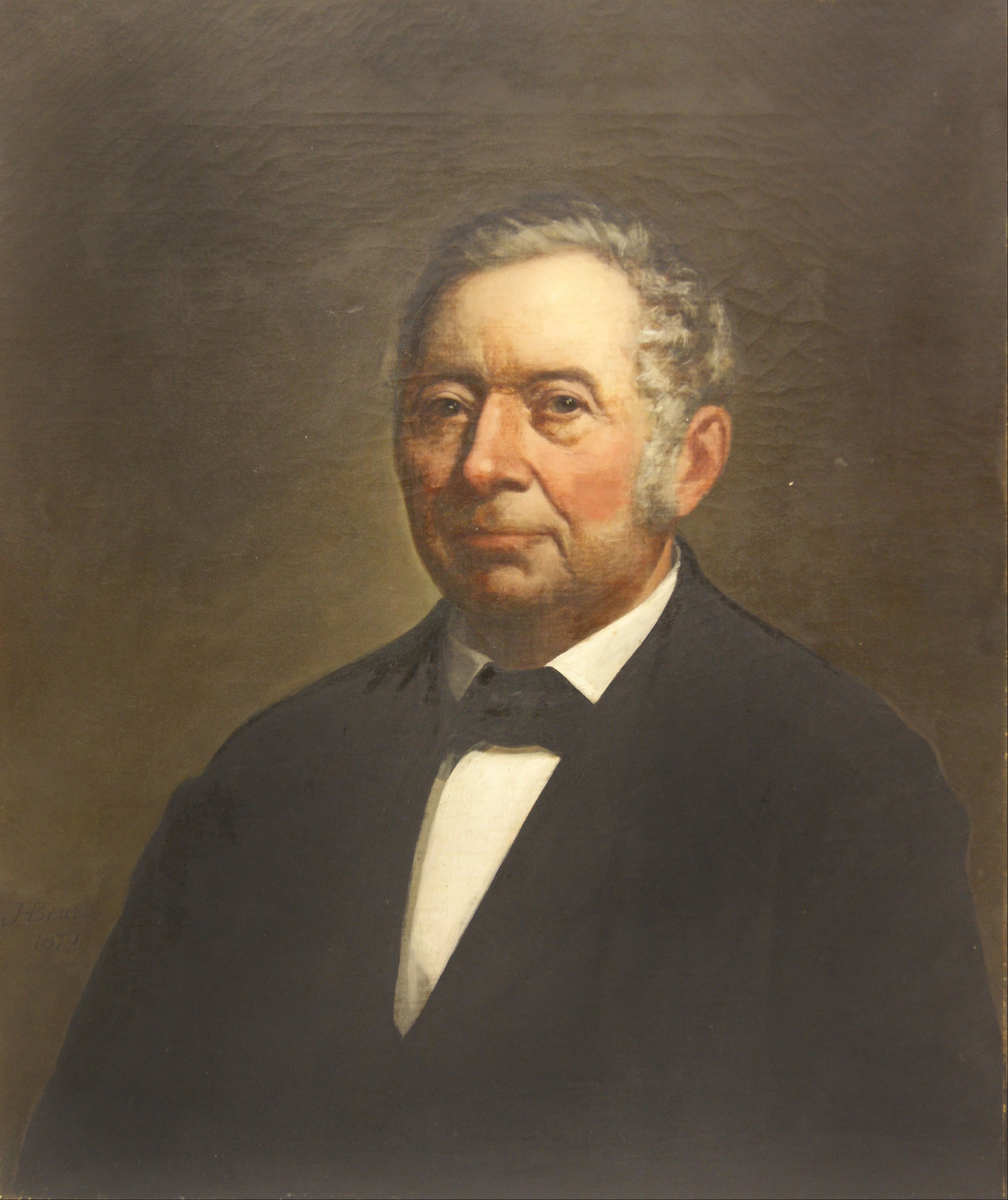
Portrait de Peter Gibson, 1870, Cincinnati Museum Center at Union Terminal
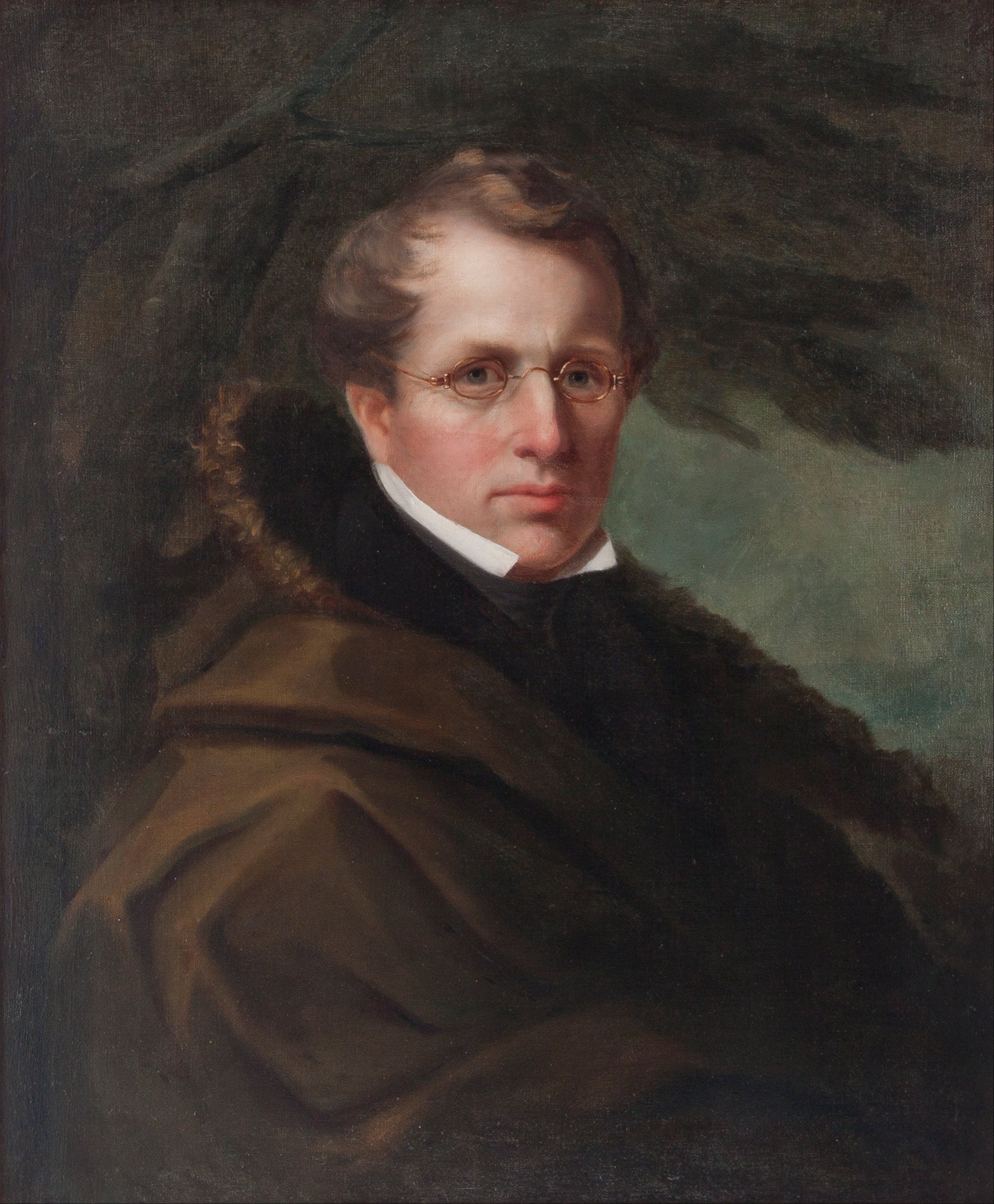
Portrait de John Davies John, sans date, Cincinnati Museum Center at Union Terminal